# Chalinochromis
Chalinochromis невеликий і спірній рід цихлід з підродини Pseudocrenilabrinae, він містить лише два види. Ці риби є ендеміками озера Танганьїка в Східно-Африканському рифті. Наукова назва відноситься до вуздечко-подібного малюнку на голові в членів цього роду (грец. „chalinos“ = вуздечка). Риби роду мають спеціалізовані щелепи, що дозволяє їм харчуватися губками.

## Види
- Chalinochromis brichardi Poll, 1974
- Chalinochromis popelini Brichard, 1989